# Július Schubert (Fußballspieler)
Július Schubert (* 12. Dezember 1922 in Budapest, Ungarn; † 4. Mai 1949 in Superga bei Turin, Italien), auch bekannt unter der ungarischen Variante seines Vornamens Gyula sowie der italienischen Variante Giulio war ein gebürtiger ungarischer und eingebürgerter tschechoslowakischer Fußballspieler, der vorwiegend im offensiven Mittelfeld zum Einsatz kam.

## Laufbahn
Der in Budapest geborene Schubert spielte zunächst für den in der ungarischen Hauptstadt ansässigen Ganz Torna Egylet und verbrachte die Saison 1945/46 beim nur von 1945 bis 1947 bestehenden Stadtrivalen Kőbányai Barátság. 
1946 wechselte Schubert zum Športový Klub Bratislava in die Tschechoslowakei, wo er sich einbürgern ließ und 1948 zwei Länderspieleinsätze für die tschechoslowakische Fußballnationalmannschaft absolvierte, bei denen ihm ein Tor gelang. 
Der talentierte Schubert erregte das Aufsehen des seinerzeitigen italienischen Serienmeisters AC Turin, der bisweilen noch heute als eine der besten Mannschaften bezeichnet wird, die jemals in der Serie A gespielt hat. Beim „Grande Torino“ verbrachte Schubert die Saison 1948/49 und kam zu 5 Einsätzen, bei denen er einen Treffer erzielte. Als nahezu die komplette Mannschaft am 4. Mai 1949 beim Flugunfall von Superga ums Leben kam (auch Schubert gehörte zu den Toten), wurde dem Verein postum der vierte Meistertitel in Serie zugesprochen. 

## Erfolge
- Italienischer Meister: 1948/49